# 入善ブラウンラーメン

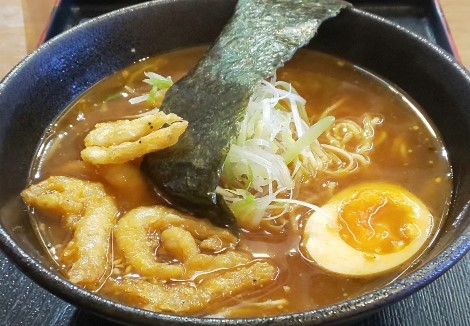
入善ブラウンラーメン

入善ブラウンラーメン（にゅうぜんブラウンラーメン）は、富山県入善町で地域おこしのために考案され、提供されているご当地ラーメンである。

## 概要
2010年に入善町商工会青年部の有志が、創立50周年をきっかけにして町おこしのために、地元で取水した海洋深層水を使ったラーメンをご当地ラーメンとしてPRすることを考案した。
商品化のため合同会社「善商」を立ち上げて、2010年7月1日から販売を開始した。2010年10月現在、町内17店舗の飲食店で提供されている。財団法人富山県観光連盟が主催する「富山のお土産ベストセレクション2011-2012」の農水産加工品部門において、「知事賞」を受賞した。
また、入善ブラウンラーメンに続き、第2弾となる唐辛子を練り込んだ海洋深層水仕込み麺の入善レッドラーメンも開発されている。
この活動に触発され、小矢部市、高岡市でも、それぞれ色の名前の入ったご当地ラーメン、おやべホワイトラーメン、高岡グリーンラーメンを開発しており、「カラーラーメンによる地域おこし」という共通の目標に対し、これらのご当地ラーメンを全国にPRする富山県カラーらーめん協議会が2014年夏に結成され。

## 特徴
地元産大豆と米麹を使用した味噌と入善沖海洋深層水から採取した塩、エビのエキスが使用されているやや赤みがかった茶色のスープが特徴。
麺やトッピングは各店のアレンジに任されており、定義は緩やかである。